# Красное озеро (Крым)
Кра́сное или Асс (крымскотат. As, Ас) — бессточное солёное озеро лиманного типа Перекопской группы озёр, на южном окончании Перекопского перешейка. Площадь — 23,5 км², 20,6 км². Средняя глубина — 1,5 м, вытянуто в меридиональном направлении: при длине свыше 13 км максимальная ширина озера — 2,5 км.
Разделено дамбой на две части, которые иногда позиционируются, как отдельные озёра. Северная часть озера используется как накопитель-испаритель промстоков (сырьевая база) Крымского содового завода, южная часть служит зоной отдыха жителям города Красноперекопска.